# Hermleigh, Texas
Hermleigh là một nơi ấn định cho điều tra dân số (CDP) thuộc quận Scurry, tiểu bang Texas, Hoa Kỳ. Năm 2010, dân số của nơi này là 345 người.

## Dân số
- Dân số năm 2000: 393 người.
- Dân số năm 2010: 345 người.